# Lý-Bát-Đế-Schrein

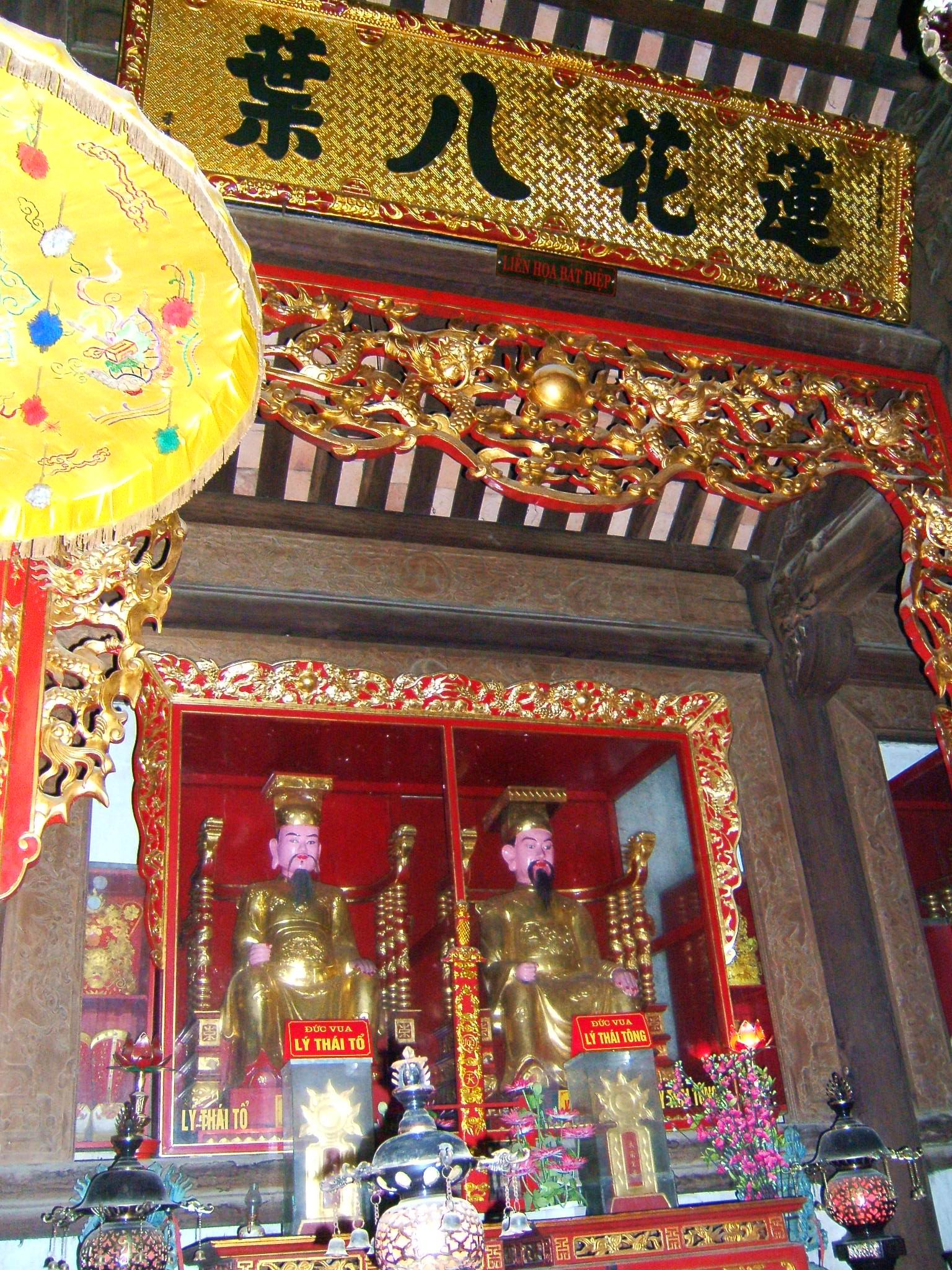
Statuen von Lý Thái Tổ und Lý Thái Tông, den ersten Kaisern der Lý-Dynastie, in der Haupthalle

Der Lý-Bát-Đế-Schrein (vietnamesisch: Đền Lý Bát Đế, auch Đền Đô oder Cổ Pháp Điện) ist ein buddhistischer Schrein zur Anbetung von acht Kaisern der Lý-Dynastie in Vietnam. Er steht in der Gemeinde Đình Bảng, Bezirk Từ Sơn, in der Provinz Bắc Ninh der Region Đồng Bằng Sông Hồng (Delta des Roten Flusses) und liegt etwa 20 km nordöstlich von Hanoi.
Bắc Ninh ist die Heimatprovinz der Lý-Dynastie (1009–1225), deren erster Herrscher Lý Thái Tổ (974–1028) in dieser Pagode mit dem damaligen Namen Cổ Pháp Điện erzogen wurde. Die Haupthalle des Schreins dient der Verehrung der Kaiser dieser Dynastie, dort stehen Statuen der ersten Lý-Kaiser Lý Thái Tổ und Lý Thái Tông.
In der Văn-Chỉ-Halle rechts der Haupthalle werden Lý Đạo Thành und Tô Hiến Thành angebetet, zwei hochrangige zivile Mandarin-Offiziere, die den Kaisern der Lý-Dynastie dienten. Die Võ-Chỉ-Halle auf der Linken widmet sich der Verehrung der Generäle Lý Thường Kiệt, Lê Phụng Hiểu und Đào Cam Mộc.
Vor den Gebäuden liegt ein als Halbmond geformter See. In einem Thủy Đình genannten Pavillon, das auf einer kleinen Halbinsel steht, treten Quan-họ-Ensembles auf und wird Wasser-Marionettentheater gespielt. Am vierten Tag nach Neujahr wird das Hội Đền đô gefeiert, ein Fest zur Erinnerung an die glorreiche Geschichte der Lý-Dynastie.

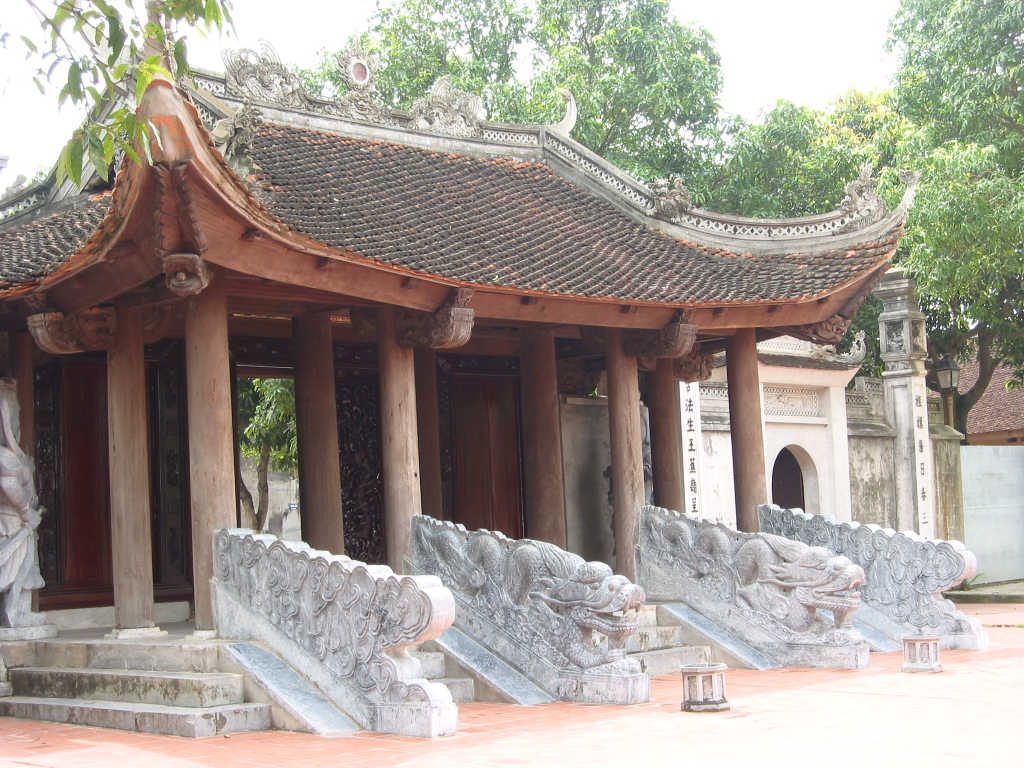
Das Fünf-Drachen-Tor
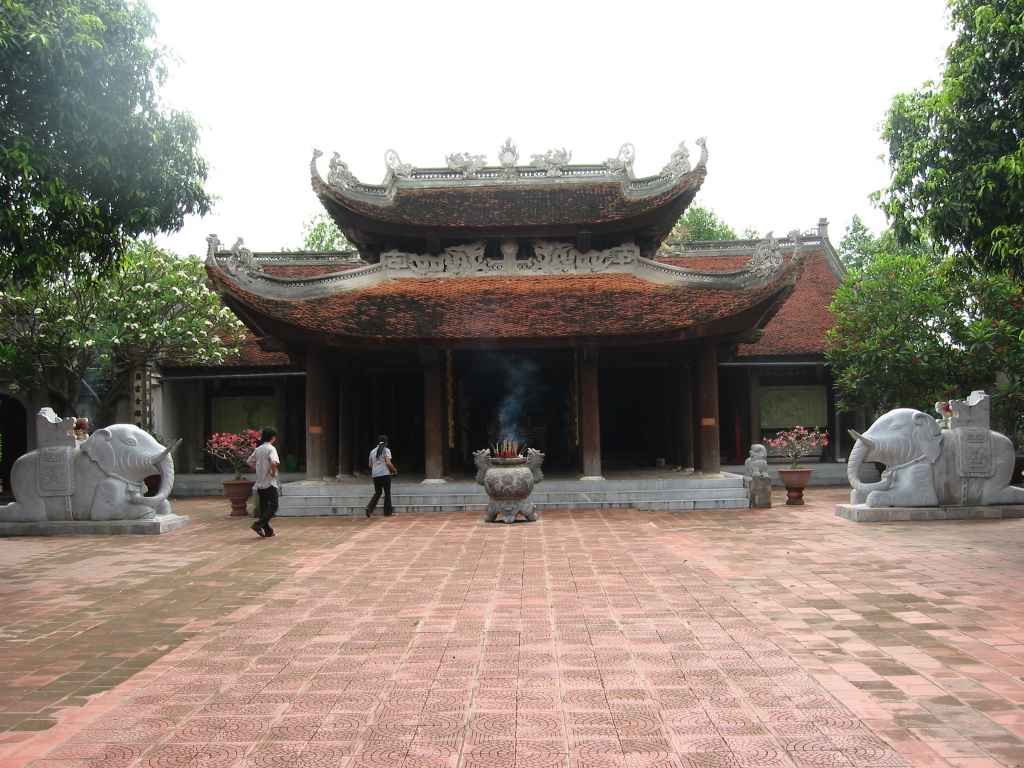
Die Haupthalle des Lý-Bát-Đế-Schreins
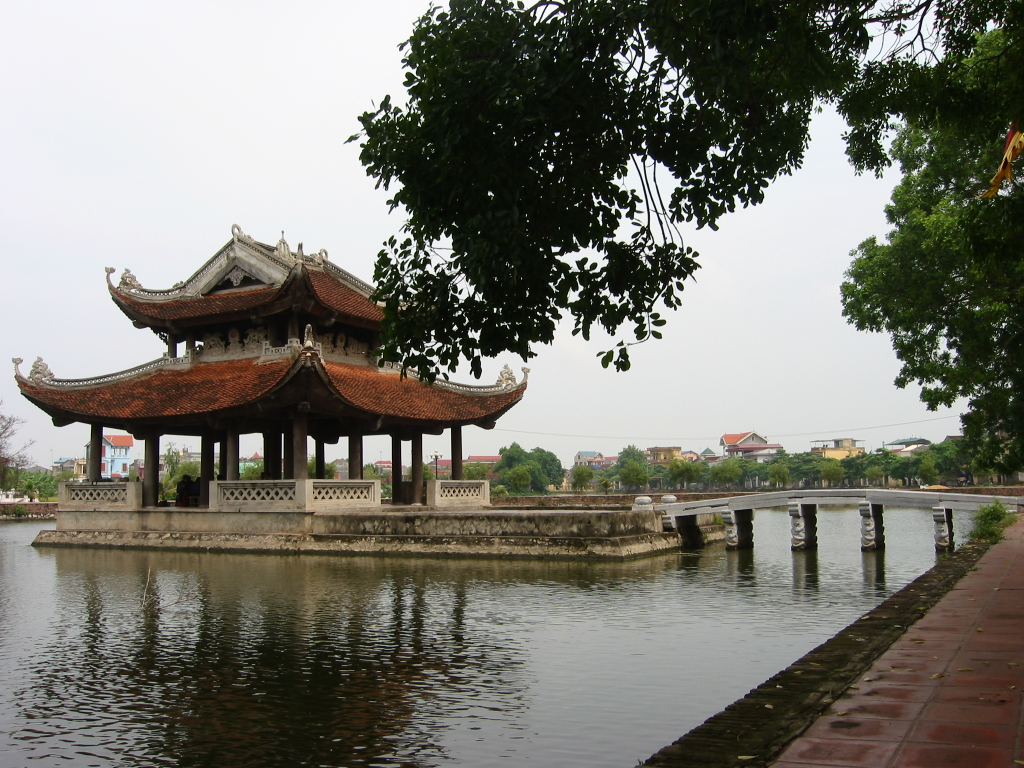
Das Thủy-Đình-Pavillon
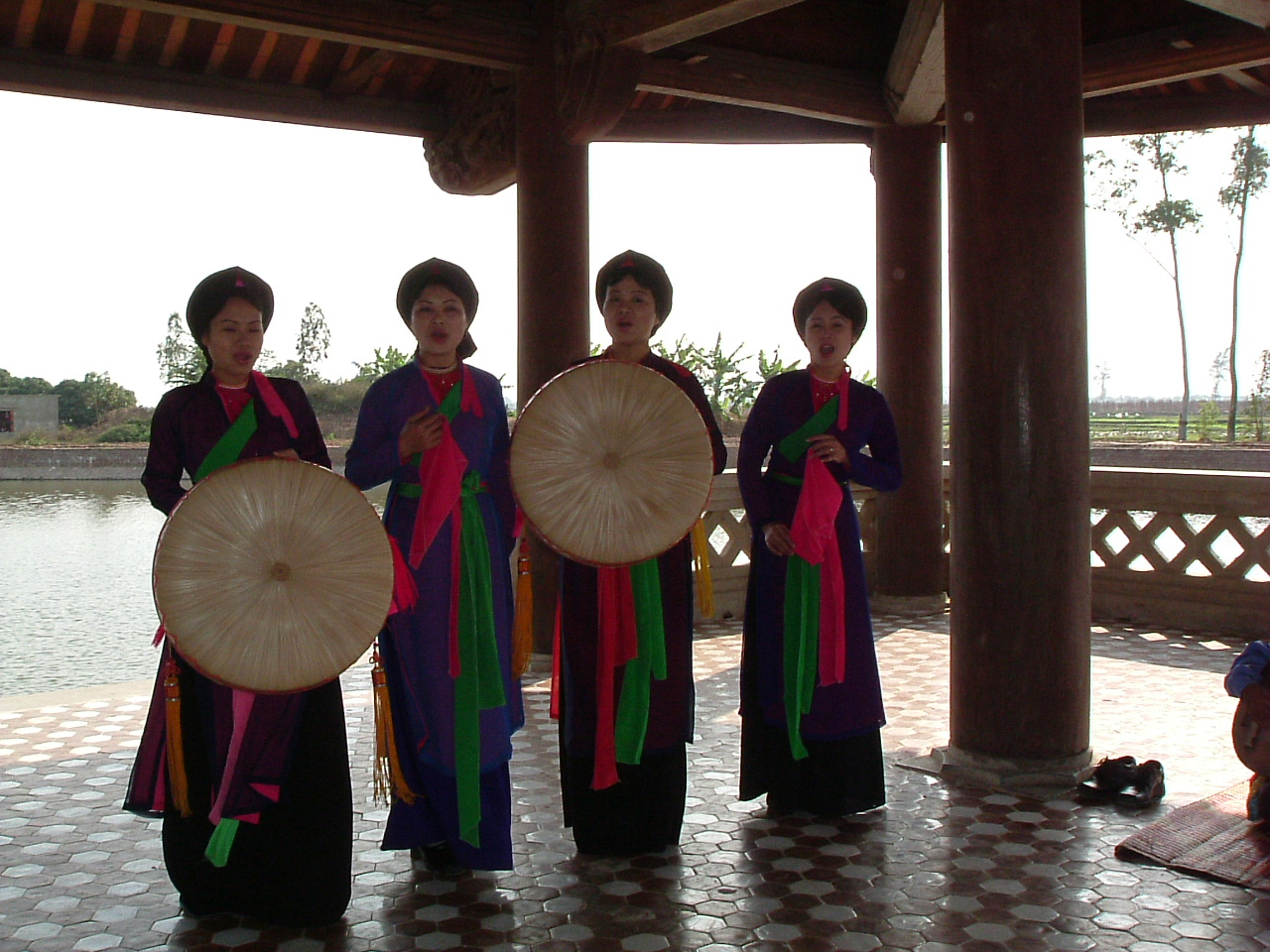
Quan-Họ-Ensemble im Thủ-Đình-Pavillon